# 藏南竹叶青蛇
藏南竹叶青蛇（学名：Trimeresurus arunachalensis），一种分佈于印度东北部和西藏東南部地区的毒蛇，隶属于蝰科竹叶青属。其种加词“arunachalensis”意为印度东北部阿鲁纳恰尔邦（争议地区，即中国藏南地区）的。

## 分类
2004年，英国班戈大学的阿妮塔·马尔霍特拉（Anita Malhotra）和罗杰·S·索普（Roger S Thorpe）结合半阴茎形态、鳞片特征和分子生物学证据，对广义的竹叶青属 Trimeresurus (sensu lato)进行了系统学研究，认为广义的竹叶青属不是一个单系，恢复3属，新建了喜山蝮属（Himalayophis）等3属。但是也有学者认为被拆分的诸属实际上是竹叶青属的亚属。2020年发布的《中国两栖、爬行动物更新名录》将本种归入喜山蝮属，將中文名称定為“藏南竹叶青蛇”。目前很多资料将本属物种归入竹叶青属。

## 保护
本种于2023年被收录入《有重要生态、科学、社会价值的陆生野生动物名录》。